# 愛国行動戦線
愛国行動戦線（あいこくこうどうせんせん、ポルトガル語: Frente de Ação Patriotica、英語: Front of Patriotic Action）は、モザンビークの政党。

## 概要
2004年12月1日から2日にかけて行われたモザンビーク議会総選挙で、愛国行動戦線が参加したモザンビーク民族抵抗運動・選挙連合は29.7パーセントを獲得し、250議席中、90議席を獲得した。大統領選挙では大統領候補アフォンソ・ドラカマ（モザンビーク民族抵抗運動党首）は、31.7パーセントを獲得した。